# Eric Waldram Kemp
Eric Waldram Kemp (* 27. April 1915 in Waltham; † 28. November 2009 in Chichester) war ein britischer anglikanischer Geistlicher und Bischof der Church of England.

## Ausbildung
Kemp wurde als einziges Kind von Tom und Florence Lilian Kemp geboren. Kemp besuchte die Brigg Grammar School in Brigg in der Grafschaft North Lincolnshire. Am Exeter College der Universität Oxford studierte er moderne Geschichte. Dort legte er 1936 einen Abschluss als Bachelor of Arts und 1940 einen Master of Arts im Fach Geschichte ab. 1944 erlangte er einen Bachelor of Divinity im Fach Theologie. 1961 erhielt er von der Universität Oxford den Doktortitel in Theologie als Doctor of Divinity. Er wurde 1951 zum Fellow der Royal Historical Society gewählt. Er erhielt die Ehrendoktorwürde als Doctor of Letters (Hon DLitt) der University of Sussex.

## Kirchliche Laufbahn
In den 1930er Jahren kam Kemp in Kontakt mit Freddy Hood, dem Direktor des Pusey House, einer religiösen Einrichtung in Oxford, die streng in der Tradition des Anglokatholizismus stand. Kemp gab daraufhin seine ursprüngliche Absicht, Anwalt zu werden, auf und bereitete sich von 1936 bis 1939 am St Stephen's House in Oxford auf das Priesteramt vor.
Er wurde 1939 zum Diakon und 1940 zum Priester geweiht. Von 1939 bis 1941 war er als Hilfsvikar an der St Luke's Church im Stadtteil Newtown in Southampton tätig. Er war Luftschutzwart während der Bombardierungen des Hafens im Zweiten Weltkrieg. 1941 kehrte Kemp nach Oxford zurück. Er wurde Mitarbeiter des Pusey House und war dort von 1941 bis 1946 als Bibliothekar (Priest Librarian) tätig. 1943 übernahm er in Oxford zwei Kaplanstellen, eine am St John’s College und außerdem an der Kathedrale des Christ Church College. Von 1943 bis 1946 blieb er Kaplan der Christ Church in Oxford.
Nach dem Ende des Zweiten Weltkrieges ging er 1946 als Fellow und Kaplan an das Exeter College und wurde Dozent für Theologie und Mittelalterliche Geschichte. Bis 1969 lehrte Kemp in Exeter.
Er wurde 1949 in die Generalsynode von Canterbury als Proktor (Proctor on Convocation) für Oxford gewählt. Geoffrey Fisher, dem Erzbischof von Canterbury gelang es, Kemp davon zu überzeugen, eine Professorenstelle und eine Anstellung als Domgeistlicher (Residentiary Canon) in Durham nicht anzutreten, da sein Fachwissen im kanonischen Recht weiterhin in der Generalsynode benötigt würde.
1969 wurde er Dekan von Worcester, obwohl damit gerechnet worden war, dass er zum Bischof ernannt werden würde. Dort führte er eine gesungene Eucharistie für die Messe am Sonntagmorgen ein. Er blieb Dekan von Worcester bis 1974. 1974 wurde er Bischof von Chichester und hatte dieses Amt bis 2001 inne. Erzbischof Arthur Michael Ramsey hatte sich für Kemps Berufung als Bischof von Chichester eingesetzt.
Als Bischof von Chichester arbeitete Kemp eng mit Cormac Murphy-O’Connor, dem römisch-katholischen Bischof von Arundel und Brighton zusammen. Nach dem Bombenanschlag der IRA 1984 in Brighton beteten sie mit der damaligen Premierministerin Margaret Thatcher. Kemp nahm enge Beziehungen mit der Kathedrale von Chartres und der Diözese von Chartres auf. Kemp wurde der verantwortliche Repräsentant bei den Altkatholischen Kirchen auf dem europäischen Kontinent; zwei von deren Bischöfen hatten an seiner Weihe teilgenommen. Er setzte sich für die Erklärung von Meißen von 1988 ein, welche die Beziehungen zwischen der anglikanischen Kirche und den deutschen protestantischen Kirchen verfestigte.
Kemp übte weiterhin mehrere kirchliche Ehrenämter aus. Von 1967 bis 1969 war er Kaplan von Elisabeth II. Er war von 1952 bis 2001 Kanoniker (Non-residentiary Canon) und Präbendar der Kathedrale von Lincoln. Im April 1998 wurde er zum Chanoine d'Honneur (Canon of Honour) der Kathedrale von Chartres ernannt.
Kemp verfasste mehrere Bücher, Aufsätze und theologische Fachliteratur, insbesondere zum Kirchenrecht. Kemps Dissertation für einen Bachelor of Divinity, Canonisation and Authority in the Western Church, wurde 1948 veröffentlicht. Er veröffentlichte 1954 mit Walther Holtzmann Twenty-Five Papal Decretals Relating to the Diocese of Lincoln. Im selben Jahr folgte eine Biografie über N. P. Williams (1883–1943), einen einflussreichen anglo-katholischen Theologen. 1957 veröffentlichte er An Introduction to Canon Law in the Church of England und 1959 By the Life and Letters of KE Kirk. Sein letztes wesentliches Buch, Counsel and Consent, basiert auf seinen 1960 in Oxford gehaltenen Bampton-Verlesungen (Bampton Lectures), für die ihm der Ehrendoktortitel der Universität Oxford in Theologie verliehen wurde. 2006 erschienen seine Memoiren unter dem Titel Shy but not Retiring.
Nach dem Eintritt in den Ruhestand 2001 wurde er emeritierter Bischof (Bishop Emeritus) von Chichester. Eric Kemp lebte nach dem Eintritt in den Ruhestand weiterhin in Chichester. In den letzten Jahren war Kemp zunehmend erblindet und litt an Taubheit. Er starb am 28. November 2009 im Alter von 94 Jahren. Kemp wurde am 18. Dezember 2009 in Chichester beigesetzt.

## Familie
Kemps Schwiegervater, Kenneth E. Kirk, war Regius Professor für Moraltheologie und Pastoraltheologie an der University of Oxford und Bischof von Oxford. Kemp schrieb ein Buch über Kirk. 2001 überließ er dessen Papiere und Briefe der Lambeth Palace Library. Er war seit 1953 verheiratet und hatte mit seiner Frau, Patricia, einen Sohn und vier Töchter.

## Mitgliedschaft im House of Lords
Kemp gehörte von 1979 bis 2001 als Geistlicher Lord dem House of Lords an. Seine Antrittsrede erfolgte am 27. Februar 1980. Während seiner Mitgliedschaft im House of Lords war Kemp regelmäßig anwesend. Er sprach in der Amtszeit von Premierminister Tony Blair bei zahlreichen Debatten zur Reform des Oberhauses. Insbesondere äußerte sich Kemp zu Verfassungsfragen.

## Wirken in der Öffentlichkeit
Er wurde zum Bischof geweiht, bevor im Jahre 1975 ein geregeltes Ruhestandsalter eingeführt wurde. Daher konnte er dieses Amt ausführen, so lange er es wünschte. Bei seinem Eintritt in den Ruhestand war er daher einer der ältesten und dienstältesten Diözesanbischöfe in der Geschichte der Church of England. Nach dem Ausscheiden von David Sheppard, dem Bischof von Liverpool, 1997 war Kemp der letzte Bischof der Church of England, der auf Lebenszeit Bischof bleiben konnte.
Kemp gehörte in der Church of England der Richtung des Anglo-Katholizismus an, die den Anglikanismus katholisch, d. h. sakramental und in bruchloser Tradition mit der Alten Kirche interpretiert. Die inoffizielle Rolle als anerkannter Anführer des anglo-katholischen Flügels teilte er sich für einige Zeit mit Graham Leonard, dem Bischof von London.
Kemp galt als grundsätzlicher Gegner der Frauenordination. Kemps Diözese wurde daher zum Rückzugsort für Priester, die die Frauenordination ablehnten. Seine Entscheidung, bis ins nächste Jahrhundert im Amt zu bleiben, war insbesondere auch von seiner Ablehnung gegenüber der Ordination von Frauen als Priester geprägt. Er betrachtete die Entscheidung der Kirche dazu von 1992 als katastrophal und glaubte, „die schlimmsten Konsequenzen“ verhindern zu müssen. 1992 äußerte er sich dahingehend, dass die Frage der Frauenordination ein Schisma unvermeidbar machen würde. Kemp ermutigte Frauen zwar zur Mitarbeit in der Diözese, war aber ein genereller Gegner der Ordination von Frauen als Priester. Frauen wurden während seiner Amtszeit von ihm selbst nicht als Priester zugelassen. Er weihte Frauen zwar zu Diakoninnen, aber nicht zu Priesterinnen. Frauen wurden in Kemps Amtszeit in der Regel durch Suffraganbischöfe aus anderen Diözesen geweiht. Diese konnten dann jedoch mit Erlaubnis des Erzbischofs von Canterbury in der Diözese Chichester tätig sein. Erst sein Nachfolger, John William Hind, weihte eine Frau in der Diözese.
In kirchenrechtlichen Fragen vertrat Kemp stets einen konservativen Standpunkt. Er wurde der Gruppe der Traditionalisten in der Church of England zugerechnet. Dies zeigte sich auch in seiner generellen Einstellung zur Frage der Homosexualität. Kemp war einer der bekanntesten Gegner der Rechte von Homosexuellen. Er war gemeinsam mit George Leonard Carey, John Sentamu und David Hope einer von vier Bischöfen der Church of England, der es ablehnte, den 1998 auf der Lambeth-Konferenz verabschiedeten sog. Cambridge Accord zu unterzeichnen, welcher die Rechte von Homosexuellen in der Anglikanischen Gemeinschaft erstmals feststellte und jede Diskriminierung wegen der sexuellen Orientierung verbot.
Kemp war einer der führenden Wissenschaftler, die sich mit dem Kirchenrecht befassten. Während seiner Zeit als Fellow des Exeter College von 1946 bis 1969 war er stark engagiert in der langwierigen Überarbeitung des Kanons aus dem 17. Jahrhundert. Er war Mitglied des Kirchengerichtshofs der Church of England (Court of Ecclesiastical Causes). Zu seinen Ehren wurde 1998 eine Ausgabe des englischen Canon Law veröffentlicht.
Er war regelmäßiger Teilnehmer an Gesprächen zwischen der Church of England und der Methodist Church of Great Britain.
Er unterstützte die Kampagne zur Rettung des French Convalescent Home in Brighton. Kemp setzte sich insbesondere für Obdachlose und an AIDS erkrankte Menschen ein.
1994 wurde er Präsident des National Liberal Club.
In seinen Memoiren Shy But Not Retiring erklärte Kemp 2006, die Aufdeckung der Fälle sexuellen Missbrauchs durch Peter Ball, den späteren Bischof von Gloucester, sei das Werk von „Unruhestiftern“ (“work of mischief makers”) gewesen.

## Veröffentlichungen

### Autor
- 1948: Canonization and Authority in the Western Church (London: Geoffrey Cumberlege, Oxford University Press)
- 1954: N.P. Williams (London: SPCK)
- 1956: Bishops and Presbyters at Alexandria (London: Faber)
- 1957: An Introduction to Canon Law in the Church of England (London: Hodder and Stoughton)
- 1959: The Life and Letters of Kenneth Escott Kirk, Bishop of Oxford, 1937–1954 (London: Hodder & Stoughton)
- 1961: Counsel and Consent: Aspects of the Government of the Church as exemplified in the History of the English Provincial Synods (London: SPCK)
- 1964: The Anglican-Methodist Conversations: a Comment from within (London: Oxford University Press)
- 1979: Square Words in a Round World (London: Fount)
- Shy but not retiring. The memoirs of the Right Reverend Eric Waldram Kemp. Continuum, London 2006, LCCN 2007-618352.

### Beiträge
- 1948: E.G. Wood, The Regal Power of the Church: or, the Fundamentals of the Canon Law, mit einer Einleitung und einer Bibliografie von E. W. Kemp (London: Dacre Press)
- 1954: Papal Decretals relating to the Diocese of Lincoln in the Twelfth Century (herausgegeben mit einer Einführung über die Quellen von Walther Holtzmann, mit Übersetzungen der Texte und einer Einführung in das Kirchenrecht und ihrer Verwaltung im 12. Jahrhundert von Eric Waldram Kemp, Veröffentlichungen der Lincoln Record Society Vol. 47, Hereford: Lincoln Record Society)

### Herausgeber
- 1969: Man: Fallen and Free: Oxford Essays on the Condition of Man (London: Hodder & Stoughton)